# Església parroquial de la Mare de Déu del Roser (Rafal)
L'església parroquial de la Mare de Déu del Roser de Rafal, és un edifici d'interès arquitectònic i un Bé de Rellevància Local amb identificador nombre 03.34.109-001.

## Església delseglexvii

### Història
Va començar a construir-se per ordre del I Marquès de Rafal Jerónimo de Rocamora en 1639, qui ja havia construït l'any 1622 l'Església de Sant Jerònim a Benferri. Les despeses de l'obra van ser cobertes pels diferents marquesos de Rafal de la Casa de Rocamora que es van succeir en el títol.
El mateix any del començament de les obres va morir Jerónimo i la construcció va ser continuada pel seu fill i successor Gaspar de Rocamora, II Marquès de Rafal, qui va encarregar que anaren col·locades en la façana del temple les armes i els escuts dels Rocamora i dels García de Lasa.
En 1640 va finalitzar la primera fase de construcció, consistent únicament en l'altar major i els laterals del mateix i que culminava amb una petita torre (campanar) situada al centre i que un terratrèmol enderrocaria gairebé dos segles després. Aquest primer campanar va acollir una sola campana, fosa a València i portada d'una ermita de Pobla de Rocamora que es trobava en ruïnes i que pertanyia al marquès.
Llavors la grandària del temple la feia més una ermita que una església. Així i tot, i a petició del Marquès Gaspar de Rocamora, el Bisbe Joan García Artés va aconseguir el nomenament d'església per al temple de Rafal, celebrant-se una eucaristia de consagració en 1640, oficiada pel mateix Bisbe Joan García Artés al costat de Mossén Jacinto Moreno, primer rector que va regentar la parròquia. A aquesta cerimònia van assistir els Marquesos Gaspar i María Manuela Fernández de Valenzuela.
El III Marqués de Rafal, Juan de Rocamora, va ser qui va traslladar a l'Església de Rafal la imatge de la patrona del poble, La Mare de Déu del Roser i el retaule, també procedents de Pobla de Rocamora i tots dos existents avui dia (encara que amb serioses reparacions realitzades després de la Guerra Civil tant en el retaule com en la imatge de la patrona). El retaule està situat en el sagrari, ubicació que ocupa des que va ser portat al temple al segle xvii, encara que hi ha indicis que ha estat desmuntat en el passat almenys en una ocasió, segurament durant alguna de les restauracions del temple. L'altre retaule existent, que gens té a veure amb el citat amb anterioritat, és el situat en l'altar i va ser construït a mitjan anys 90.
Va ser en temps del V Marqués de Rafal Jaime de Rocamora i al voltant de l'any 1700 quan el temple va ser acabat després d'un llarg procés de construcció d'uns seixanta anys, encara que aleshores encara no tenia la seua grandària actual. Existeix un document que podem trobar en l'Arxiu Històric d'Oriola (Protocol Bartolomé Roig 1666), que cita que l'obra inicial de construcció del temple va ser encarregada per Jerónimo de Rocamora a Miguel de Xarana, qui la va contractar per 600 lliures.
En 1775 la Marquesa de Rafal Antonia María d'Heredia i Rocamora, va encarregar tres quadres als pintors italians del Rei d'Espanya Carlos III, pertanyents a l'escola de Josep de Ribera.
La marquesa va ordenar que foren col·locats a l'Església de Rafal on encara romanen. Les obres són El Purgatori, La Verge de la Llet i Martiri de Santa Àgueda.
Una de les rèpliques del terratrèmol de 1829, amb epicentre a Torrevella, va destruir part del temple en enderrocar-se la torre del campanar sobre la teulada que cobreix l'altar major, causant l'única mort registrada a Rafal a causa d'aquest terratrèmol.
La llavors Marquesa de Rafal María del Pilar Melo de Portugal i Heredia que residia en la població extremenya de Cheles va contribuir econòmicament en la reconstrucció de l'església, les obres de la qual van ser aprofitades per realitzar una nova ampliació.
Va ser eixamplat el temple fins al seu ample actual i es va ampliar la separació entre l'altar i el fons del temple, creant-se una porta orientada com l'actual porta principal, però diversos metres més prop de l'altar. També va ser construïda la cúpula i els sostres en volta actuals, a més de la sagristia. I es va construir un nou campanar situat on està l'actual, però més petit i de menys altura, tot això en temps del rector Salvador Vidal (1830).
En el període 1925 - 1927 amb Carlos Irles Vinal com a rector, es va realitzar l'última ampliació que li va donar al temple les seues dimensions actuals i el seu actual aspecte exterior amb l'enderrocament de la part alta del petit campanar i la construcció de l'actual amb quatre campanes, amb l'excepció del rellotge que va ser incorporat en 1948 al costat de les tres campanes que marquen les hores. També es va construir una planta elevada (cor), a la qual s'accedeix a través de la torre del campanar i en la qual són col·locats els músics en aquelles misses amb orquestra.
El 7 d'octubre de 1956 es va celebrar a Rafal l'acte de coronació de la patrona del municipi.
 La cerimònia va ser presidida pel Bisbe d'Oriola al costat del capellà Rafael Cubí Zambrana, que regentava la parròquia en aquelles dates.
En 1988 amb Joaquín Rodes Roca de sacerdot a Rafal, es va executar en el temple una important remodelació, aquesta molt més de caràcter estètic que tècnic, encara que cal destacar que es van reduir les dimensions dels immensos pilars centrals que daten de 1640 i en els quals els obrers encarregats de la remodelació van trobar restes humanes aparedades.
En 1995 es va remodelar la sagristia.
L'any 2009 es va planificar una nova remodelació del temple, per iniciativa de l'actual rector Daniel Riquelme Amorós. Es va plantejar l'execució de l'obra en dues fases. La primera fase consistia en la remodelació de les cobertes de les tres naus que componen el temple i de la seua cúpula del segle xix. I la segona fase consistia en la substitució del pis de l'interior del temple, la restauració de les parets interiors amb nous tractaments hidròfugs portats d'Itàlia, la decoració del temple de la mà de tres pintores valencianes especialitzades, la restauració de la façana i la construcció d'una nova cúpula que des del 23 de desembre de 2010 corona el campanar.
Les obres van ser iniciades a la fi de 2009 i es van donar per concloses al començament de 2011. Igual que durant l'anterior remodelació, s'han tornat a trobar restes humanes soterrades a l'interior del temple, però aquesta vegada sota el pis (al costat de la porta lateral de Sant Josep i al costat de la porta d'accés a la torre del campanar).
El 5 de febrer de 2011 es va celebrar el solemne acte d'obertura del temple, el qual va ser presidit pel Bisbe d'Oriola.

## Llistat dels sacerdots que han regentat la parròquia
| Període       | Sacerdots a Rafal                                                                                  |
| ------------- | -------------------------------------------------------------------------------------------------- |
| 1640 - ?      | Mossén Jacinto Moreno (primer rector)                                                              |
| ? - ?         | Es desconeix en aquest període                                                                     |
| 1826 - 1828   | José Manuel Laymon                                                                                 |
| 1828 - 1829   | Francisco Valera                                                                                   |
| 1829 - 1830   | Salvador Vidal                                                                                     |
| 1830 - 1833   | Manuel Trives                                                                                      |
| 1833 - 1834   | Antonio Aguilar                                                                                    |
| 1834 - 1837   | José Juan Pérez                                                                                    |
| 1837 - 1838   | Lucas de Soria                                                                                     |
| 1838 - 1839   | José Marín                                                                                         |
| 1839 - 1845   | Pedro Soler                                                                                        |
| 1845 - 1845   | Francisco Juan Martínez Batalla (va estar només uns mesos)                                         |
| 1845 - 1845   | Juan Francisco de Francisco (va estar només uns mesos)                                             |
| 1845 - 1851   | Juan José Benito                                                                                   |
| 1851 - 1853   | Pedro Soler (per segona vegada)                                                                    |
| 1853 - 1854   | Agustín Almarcha                                                                                   |
| 1854 - 1876   | Francisco Còrdova                                                                                  |
| 1876 - 1877   | Luis Ros                                                                                           |
| 1877 - 1894   | Antonio Bravo                                                                                      |
| 1894 - 1894   | Manuel José Lorente (només va estar uns mesos)                                                     |
| 1894 - 1916   | José Sola                                                                                          |
| 1916 - 1917   | Trinitario Salines                                                                                 |
| 1917 - 1934   | Carlos Irles Vinal                                                                                 |
| 1934 - 1936   | José Martínez Serna                                                                                |
| 1936 - 1939   | Vacant a causa de la Guerra Civil Espanyola                                                        |
| 1939 - 1940   | José Martínez Serna (per segona vegada)                                                            |
| 1940 - 1943   | Patrocinio Villagordo Zapata                                                                       |
| 1943 - 1951   | Juan Cubí Zambrana                                                                                 |
| 1951 - 1961   | Rafael Cubí Zambrana (germà de l'anterior rector)                                                  |
| 1961 - 1964   | Francisco Munuera Morales                                                                          |
| 1964 - 1967   | Fernando Navarro Cremades                                                                          |
| 1967 - 1970   | Francisco Blasco Mateo                                                                             |
| 1970 - 1970   | Fausto Ruiz Gómez (va estar només uns mesos, ja que va deixar de ser sacerdot per voluntat pròpia) |
| 1970 - 1986   | Rafael Monerris Planelles                                                                          |
| 1986 - 1986   | Avelino Rodríguez (va estar només uns mesos)                                                       |
| 1986 - 1990   | Joaquín Rodes Roca                                                                                 |
| 1990 - 1995   | Juan Carlos Ferri Albert                                                                           |
| 1995 - 2000   | Noé Ordóñez Herrera                                                                                |
| 2000 - 2004   | Ángel Úbeda                                                                                        |
| 2004 - 2008   | Manuel Rives Íñigo                                                                                 |
| 2008 - actual | Daniel Riquelme Amorós                                                                             |